# Spoorlijn Hjørring - Aabybro
De spoorlijn Hjørring - Aabybro was een lokale spoorlijn in het noorden van het schiereiland Jutland in Denemarken tussen Hjørring en Aabybro.

## Geschiedenis
De lijn werd geopend door de Hjørring-Løkken-Aabybro Jernbane (HLA) op 4 juli 1913. In Hjørring begon de lijn in Hjørring Vest, ongeveer 500 meter ten westen van het DSB station Hjørring. In 1939 fuseerden een viertal lokale spoorwegmaatschappijen rond Hjørring in Hjørring Privatbaner. In 1942 werd het eindstation in Hjørring verplaatst van het oude Vestbanegård naar het DSB station.
Bij de stillegging van veel onrendabele lokale spoorlijnen halverwege de 20e eeuw werd ook de lijn van Hjørring naar Aabybro gesloten.

## Huidige toestand
Thans is de volledige lijn opgebroken.